# Acacia synchronicia
Acacia synchronicia é uma espécie de leguminosa do gênero Acacia, pertencente à família Fabaceae.